# 東京中野銀行
東京中野銀行（とうきょうなかのぎんこう）は、中野貯蓄銀行から改称し、1922年から1942年まで存在した銀行であり、同年に三菱銀行に吸収合併された。

## 店舗
- 本店：東京市中野区本町通三丁目14番地
- 淀橋支店:東京市淀橋区角筈一丁目733番地